# Alyssum iljinskae
Alyssum iljinskae (syn. Alyssum medium A.P.Iljinsk.) — вид квіткових рослин родини капустяних (Brassicaceae).

## Біоморфологічна характеристика
Це багаторічна рослина 10–20 см заввишки. Стручечки майже округлі, на верхівці виїмчасті, 3.2–5 мм завдовжки, зі стовпчиком 1.7–3.8 мм завдовжки. 2n = 48.

## Поширення
Ендемік України.
В Україні росте на вапняках — у західному Лісостепу (Хмельницька обл., ок. Кам'янець-Подільська, товтра Збручевиця).